# Uberach
Uberach korábbi község Franciaországban, Bas-Rhin megyében. Lakosainak száma 1211 fő (2018. január 1.). Uberach Bitschhoffen, Haguenau, Niedermodern és La Walck községekkel határos.
2016. január 1-jén Pfaffenhoffen és La Walck korábbi községgel egyesült és az így létrejött Val-de-Moder új község része lett.

## Népesség
A település népessége az elmúlt években az alábbi módon változott:
| Lakosok száma | 1028 | 1071 | 1127 | 1125 | 1089 | 1174 | 1178 | 1166 | 1167 | 1211 |
|               | 1962 | 1968 | 1975 | 1982 | 1990 | 2008 | 2013 | 2015 | 2017 | 2018 |